# Papamosques pigmeu
|  | Per a altres significats sobre l'altre ocell del gènere Ficedula amb l'anterior l'epitet Ficedula hodgsonii, vegeu «Papamosques dorsifumat». |

El papamosques pigmeu (Ficedula hodgsoni; syn: Muscicapella hodgsoni) és una espècie d'ocell de la família dels muscicàpids (Muscicapidae). Es troba a les muntanyes del centre i sud d'Àsia, des de l'Himàlaia fins a Borneo. El seu hàbitat natural són els boscos tropicals i subtropicals de frondoses humits de l'estatge montà. El seu estat de conservació es considera de risc mínim.

## Taxonomia
Anteriorment el papamosques pigmeu estava en el gènere monotípic Muscicapella, però va ser traslladat a Ficedula degut a anàlisis filogenètiques. No s'ha de confondre amb el papamosques dorsifumat, que fins aleshores era conegut com a Ficedula hodgsonii i que, al afegir-se el papamosques pigmeu al mateix gènere amb el nom específic hodgsoni, el dorsifumat passà a anomenar-se F. erithacus.